# Only One
"Only One" is een single van de Amerikaanse artiest Kanye West en de Britse musicus Paul McCartney. De single werd op 31 december 2014 uitgebracht en was het eerste project dat West uitbracht sinds zijn zesde studioalbum Yeezus. Het nummer is een eerbetoon aan Wests dochter, North. Het wordt gezongen als een boodschap voor West, vanuit het perspectief van zijn overleden moeder, Donda West. 